# Scorzonera songorica
Scorzonera songorica là một loài thực vật có hoa trong họ Cúc. Loài này được (Kar. & Kir.) Lipsch. & Vassilcz. miêu tả khoa học đầu tiên năm 1955.